# Cămărașu
Cămărașu es una comuna de Rumania, en el distrito de Cluj. Su población en el censo de 2002 era de 2.808 habitantes.
Entre sus nativos está András Sütő (1927-2006), escritor.